# ويليام هاميلتون (سياسي)
ويليام هاميلتون (بالإنجليزية: William Hamilton)‏ هو سياسي أسترالي، ولد في 1858 في أستراليا، وتوفي في 27 يوليو 1920 في نفس البلد. حزبياً، نشط في Queensland Labor Party ‏. وقد انتخب عضو المجلس التشريعي ولاية كوينزلاند.